# TDK硬式野球部
TDK硬式野球部（ティーディーケイこうしきやきゅうぶ）は、秋田県にかほ市に本拠地を置き、日本野球連盟に加盟している社会人野球の企業チーム。

## 概要
1959年、東京電気化学工業が『東京電気化学工業硬式野球部』として創部。
1969年シーズン終了後に、チーム名を『TDK硬式野球部』に改称した。
1982年には長野県佐久市を本拠地としたTDK千曲川硬式野球部も創部している。
1973年、都市対抗野球に初出場を果たすが初戦敗退に終わる。その後も、8度目の出場まで初戦で敗退していた。
2006年、都市対抗野球の1回戦の伯和ビクトリーズ戦で初勝利を挙げると、その後も「にかほ旋風」とも呼ばれる快進撃を続け、決勝では日産自動車を破り、秋田県勢および東北勢の初となる優勝を果たし、黒獅子旗が初めて白河の関を越えた。
2009年2月20日、世界的な不況の影響を受け廃部となったTDK千曲川を統合し、TDKグループ唯一の野球部となった。なお、TDK千曲川から監督・11選手が移籍した。

## 設立・沿革
- 1959年 - 『東京電気化学工業』として創部。
- 1970年 - チーム名を『TDK』に改称。
- 1973年 - 都市対抗野球大会に初出場（初戦敗退）。
- 1974年 - 日本選手権に初出場（第1回大会、2回戦敗退）。
- 2005年 - 10月1日に市町村合併に伴い本拠地がにかほ市に変更。
- 2006年
  - 9月5日 - 都市対抗野球で初優勝。
  - 10月20日 - 秋田県県民栄誉章を受章[4]。
  - 12月12日 - 毎日スポーツ人賞の文化賞をにかほ市と共に受賞。
- 2009年
  - 2月20日 - TDK千曲川と統合。

## 主要大会の出場歴・最高成績
- 都市対抗野球大会 - 出場17回、優勝1回（2006年）
- 社会人野球日本選手権大会 - 出場13回
- JABA長野大会  - 優勝1回（2024年）

## 出身プロ野球選手
- 仁部智（投手） - 2003年ドラフト5位で広島東洋カープに入団　※チーム出身者として初のプロ野球選手
- 大原慎司（投手） - 2010年ドラフト5位で横浜ベイスターズに入団
- 豊田拓矢（投手） - 2013年ドラフト3位で埼玉西武ライオンズに入団
- 小木田敦也（投手） - 2021年ドラフト7位でオリックス・バファローズに入団
- 権田琉成（投手） - 2023年ドラフト7位でオリックス・バファローズに指名

## 元プロ野球選手の競技者登録
- 佐々木吉郎（元：大洋ホエールズ） - コーチ→監督→退団

## かつて在籍していた選手
- 田原伸吾（外野手） - 熊谷組より移籍。此花学院高校時代に高校通算78本塁打を記録。監督の有力候補に挙げられたこともある。
- 野田正義（投手） - 2006年の都市対抗野球で橋戸賞を受賞。
- 高木修二（外野手） - 引退後、競輪選手に転向。
- 佐々木弥（内野手） - 2006年社会人ベストナイン（一塁手）選出。

## 歴代監督

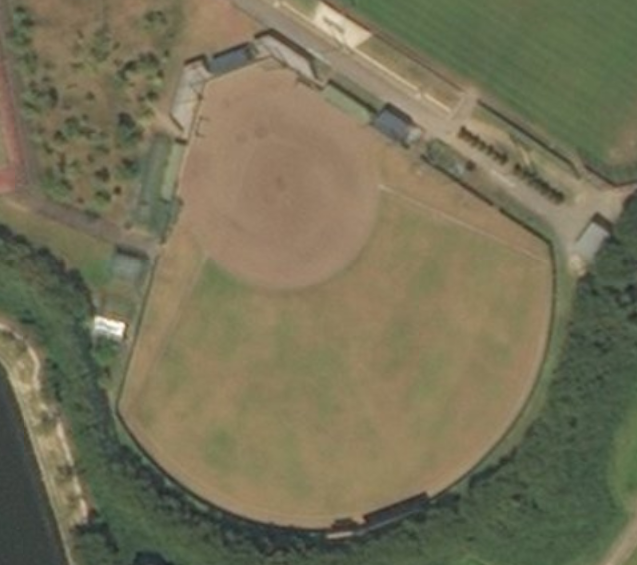
TDK野球部グラウンド

- 真崎隆郎
- 淡路俊
- 岡本隆
- 今野忠良
- 作左部仁
- 斎藤亮
- 加藤英明
- 船木千代美
- 佐藤康典
- 川本大